# Florian Loshaj
Florian Loshaj (Skënderaj, 13 augustus 1996) is een Kosovaars-Belgisch voetballer die als middenvelder speelt.

## Carrière
Florian Loshaj speelde in de jeugd van KRC Genk, vanwaar hij in de winter van 2016 transfervrij naar MVV vertrok. Hier debuteerde hij op 11 april 2016, in de met 1-2 gewonnen uitwedstrijd tegen Fortuna Sittard. Hij kwam in de laatste minuut in het veld voor Jordy Croux. Hij speelde drie seizoenen voor MVV Maastricht, tot zijn contract in 2018 afliep. Hij zat zonder club, tot hij in januari 2019 bij Roda JC Kerkrade aansloot. Enkele maanden later stapte hij al over naar de Roemeense eersteklasser CSM Politehnica Iași, waar hij in zijn eerste officiële wedstrijd tegen CFR Cluj (1-1) al scoorde op aangeven van zijn landgenoot Alessio Carlone. In januari 2020 ging hij naar Cracovia in Polen.

## Carrièrestatistieken
| Seizoen                    | Club                 | Land           | Competitie     | Competitie | Competitie | Beker | Beker | Overig | Overig | Totaal | Totaal |
| Seizoen                    | Club                 | Land           | Competitie     | Wed.       | Dlp.       | Wed.  | Dlp.  | Wed.   | Dlp.   | Wed.   | Dlp.   |
| -------------------------- | -------------------- | -------------- | -------------- | ---------- | ---------- | ----- | ----- | ------ | ------ | ------ | ------ |
| 2015/16                    | MVV Maastricht       | Nederland      | Eerste divisie | 4          | 0          | 0     | 0     | 4      | 0      | 8      | 0      |
| 2016/17                    | MVV Maastricht       | Nederland      | Eerste divisie | 24         | 1          | 1     | 0     | 0      | 0      | 25     | 1      |
| 2017/18                    | MVV Maastricht       | Nederland      | Eerste divisie | 23         | 1          | 1     | 0     | 1      | 0      | 25     | 1      |
| 2018/19                    | Roda JC Kerkrade     | Nederland      | Eerste divisie | 9          | 0          | 0     | 0     | —      | —      | 9      | 0      |
| 2019/20                    | CSM Politehnica Iași | Roemenië       | Liga 1         | 1          | 0          | 0     | 0     | —      | —      | 1      | 0      |
| Carrièretotaal             | Carrièretotaal       | Carrièretotaal | Carrièretotaal | 61         | 2          | 2     | 0     | 5      | 0      | 68     | 2      |
| Bijgewerkt op 22 juli 2019 |                      |                |                |            |            |       |       |        |        |        |        |